# John Edward Mellish
John Edward Mellish (Cottage Grove, 12 gennaio 1886 – Medford, 13 luglio 1970) è stato un astrofilo statunitense.
Ha lavorato all'Osservatorio Yerkes.

## Scoperte
Ha scoperto o coscoperto cinque comete: C/1907 G1 Grigg-Mellish, C/1907 T1 Mellish, C/1915 C1 Mellish, C/1915 R1 Mellish e C/1917 F1 Mellish.

## Riconoscimenti
Nel 1907 gli è stata assegnata la 60ª medaglia Donohoe, nel 1908 la 64ª, nel 1916 la 86° e la 87°.
Gli è stato dedicato un cratere di 102 km di diametro sul pianeta Marte.